# Vintens Forlag
Vintens Forlag A/S er et dansk forlag eller "imprint".
Vintens Forlag har været tilknyttet virksomheder der har været igennem en række navneskift og fusioner.
Mellem 1977 og 1987 var det et binavn til virksomheden Peter Asschenfeldts Stjernebøger A/S indtil det blev fusioneret ind i Peter Asschenfeldt Trading ApS.
I 1987 skiftede Peter Asschenfeldt Trading ApS navn til Peter Asschenfeldt's Forlag A/S.
Dette selskab blev i 1992 fusioneret med Wangels Forlag A/S.
I 1996 skiftede den virksomhed navn til Egmont Wangel A/S og i 2002 blev det fusioneret ind i virksomheden Egmont Lademann A/S.
Fusionerne fortsatte til Egmont Online A/S der skiftede navn til Aschehoug Dansk Forlag A/S i 2003 og i 2009 igen til Lindhardt og Ringhof Forlag A/S.
Denne forlagsvirksomhed ejes af Egmont Fonden gennem Egmont International Holding A/S.
Således er Vintens Forlag nu ejet af Egmont Fonden.
I slutningen af 1970'erne udgav Vintens Forlag en række bøger med mere eller mindre kendte danskeres erindringer.
Andre udgivelser er for eksempel genoptryk af 40 fortællinger af fædrelandets historie i 1981.
Oversætteren Asta Hoff-Jørgensen arbejdede for Vintens Forlag.